# Уттаркаші
Уттаркаші (гінді उत्तरकाशी, англ. Uttarkashi) — місто в індійському штаті Уттаракханд, адміністративний центр округу Уттаркаші. Переважно місто є адміністративним та туристичним центром.

## Географія
Розташоване на березі річки Бхаґіратхі.

### Клімат
Місто знаходиться у зоні, котра характеризується океанічним кліматом субтропічних нагір'їв. Найтепліший місяць — червень із середньою температурою 23.2 °C (73.8 °F). Найхолодніший місяць — січень, із середньою температурою 7.2 °С (44.9 °F).
| Клімат Уттаркаші        | Клімат Уттаркаші | Клімат Уттаркаші | Клімат Уттаркаші | Клімат Уттаркаші | Клімат Уттаркаші | Клімат Уттаркаші | Клімат Уттаркаші | Клімат Уттаркаші | Клімат Уттаркаші | Клімат Уттаркаші | Клімат Уттаркаші | Клімат Уттаркаші | Клімат Уттаркаші |
| Показник                | Січ.             | Лют.             | Бер.             | Квіт.            | Трав.            | Черв.            | Лип.             | Серп.            | Вер.             | Жовт.            | Лист.            | Груд.            | Рік              |
| Середній максимум, °C   | 12,6             | 14,6             | 19,4             | 24,8             | 28,2             | 28,5             | 25,8             | 25,2             | 24,6             | 22,9             | 19               | 15,1             | 21,7             |
| Середня температура, °C | 7,2              | 8,9              | 13,4             | 18,5             | 22               | 23,2             | 21,9             | 21,4             | 20,3             | 17,3             | 12,9             | 9,3              | 16,4             |
| Середній мінімум, °C    | 1,7              | 3,3              | 7,4              | 12,3             | 15,8             | 18               | 18,1             | 17,7             | 16               | 11,6             | 6,8              | 3,5              | 11               |
| Норма опадів, мм        | 36.2             | 38.8             | 31.8             | 25.4             | 36.8             | 121.2            | 271.1            | 259.4            | 141.5            | 24.6             | 9.4              | 13.8             | 1009.9           |
| ----------------------- | ---------------- | ---------------- | ---------------- | ---------------- | ---------------- | ---------------- | ---------------- | ---------------- | ---------------- | ---------------- | ---------------- | ---------------- | ---------------- |
| Джерело: Weatherbase    |                  |                  |                  |                  |                  |                  |                  |                  |                  |                  |                  |                  |                  |